# Robert Fulton (feltaláló)
Robert Fulton (Little Britain, Lancaster megye, Pennsylvania, 1765. november 14. – New York, 1815. február 24.) amerikai feltaláló, a gőzhajó megalkotója.

## Életútja
Robert Fulton és Mary Smith fiaként született. Már gyermekkorában érdeklődést mutatott a mechanika iránt. 17 évesen elhatározta, hogy művész lesz. Hat évet töltött Philadelphiában, ahol portrékat és tájképeket festett és megtanulta az ötvösséget. Itt tartózkodása során találkozott Benjamin Franklinnel is.

## A gőzhajók megalkotásáig vezető kísérletek
1787-ben Londonba utazott, és egy West nevű festő tanítványa lett. Itt ismerkedett meg a hajók újfajta meghajtásaival: a gőzszivattyúval kifecskendezett vízsugaras és a lapátkerekes megoldásokkal. Kísérletekbe kezdett, s arra következtetett, hogy hatékonyabb lenne, ha több forgólapátot szerelne a hajótatra. 1797-ben Párizsban felvetette egy tengeralattjáró ötletét, de a franciák nem fogadták el a javaslatot. 1800-ban saját költségén épített egyet, amelyet Nautilusnak nevezett el. Ki is próbálta a Szajnán, majd a direktórium jóváhagyásával megtámadott két brit hajót, ám azok gyorsabbak voltak nála, és elmenekültek. 1801-ben Livingston párizsi amerikai követtel – akinek gőzhajó-monopóliuma volt New York állam területén – 20 méter hosszú, oldalsó lapátkerekű gőzhajót építettek a Szajnán. 1803. augusztus 9-én tette meg ezzel első kísérletét, de az még nem felelt meg a francia mérnökök elvárásainak. 1806-ban hazatért Amerikába, és New Yorkban bekapcsolódott a Párizsban tervezett gőzhajó építésébe.

## Az első használható gőzhajók
Az első használható lapátkerekes gőzhajó, a Clermont hossza 45,7 méter, az egyhengeres gőzgép teljesítménye 20 lóerő volt, két lapátkereket hajtott. Első, 240 km-es útját a Hudson folyón, New York és Albany között 32 óra alatt tette meg 1807. október 7-én, és még abban az évben megkezdte az üzletszerű hajózást. Következő hajója Pittsburghben épült az Ohión, és New Orleans környékén működött. Több hajója is épült itt, de a Mississippin és az Ohión át Pittsburghig egyik sem jutott fel.
1810-ben már három hajója járt a Hudson folyón, és gőzhajói működtek a kompátkelőhelyeken a nagyvárosokban. Az 1812-es brit–amerikai háború idején ő tervezte az első hadigőzöst is, a New York-i kikötő védelmére, brit támadás ellen. Ennek újszerű megoldása volt a kettős hajótest, a közöttük elhelyezett lapátkerékkel. Kivitelét azonban már nem érhette meg.

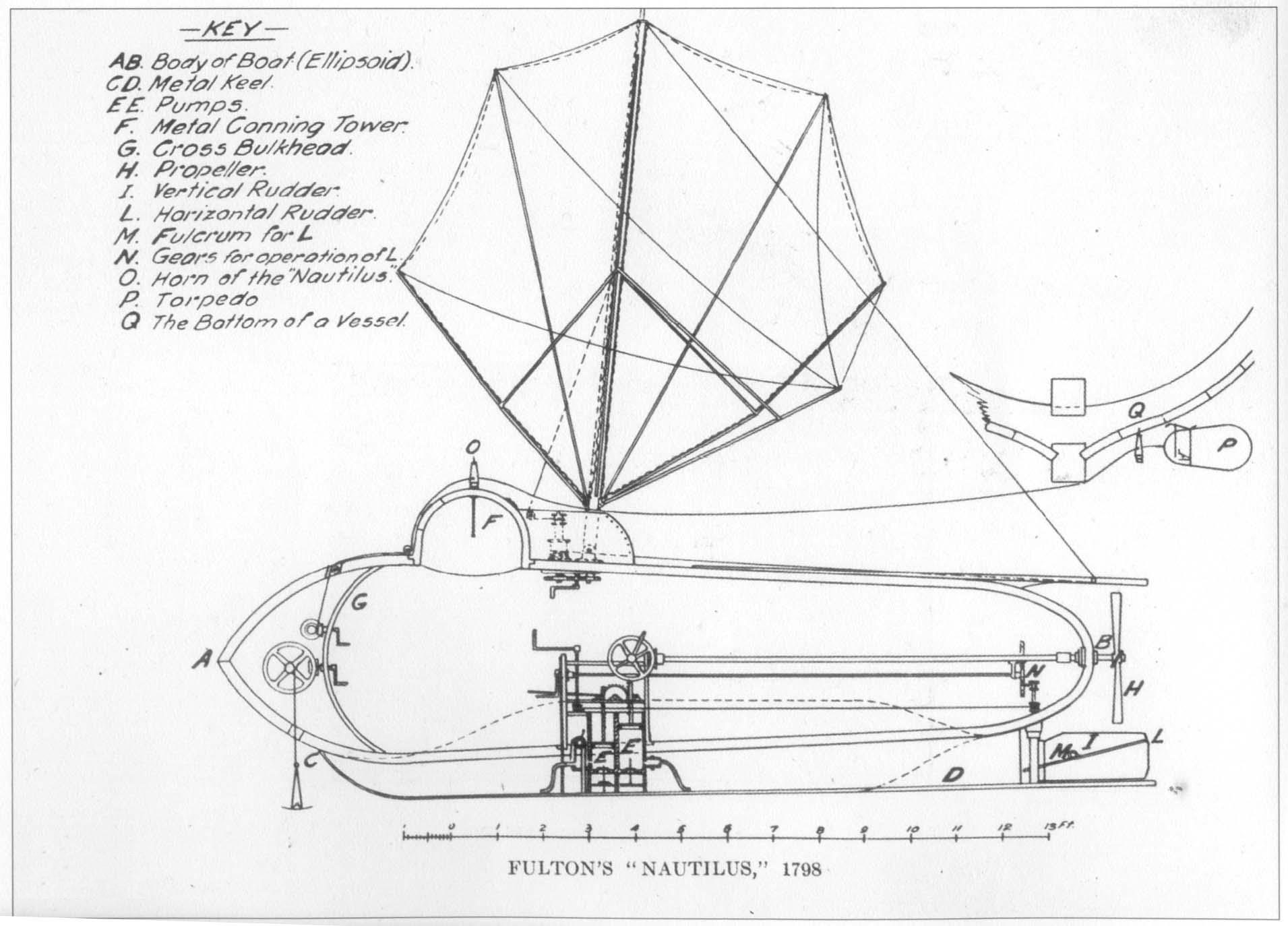
Fulton Nautulisának rajza
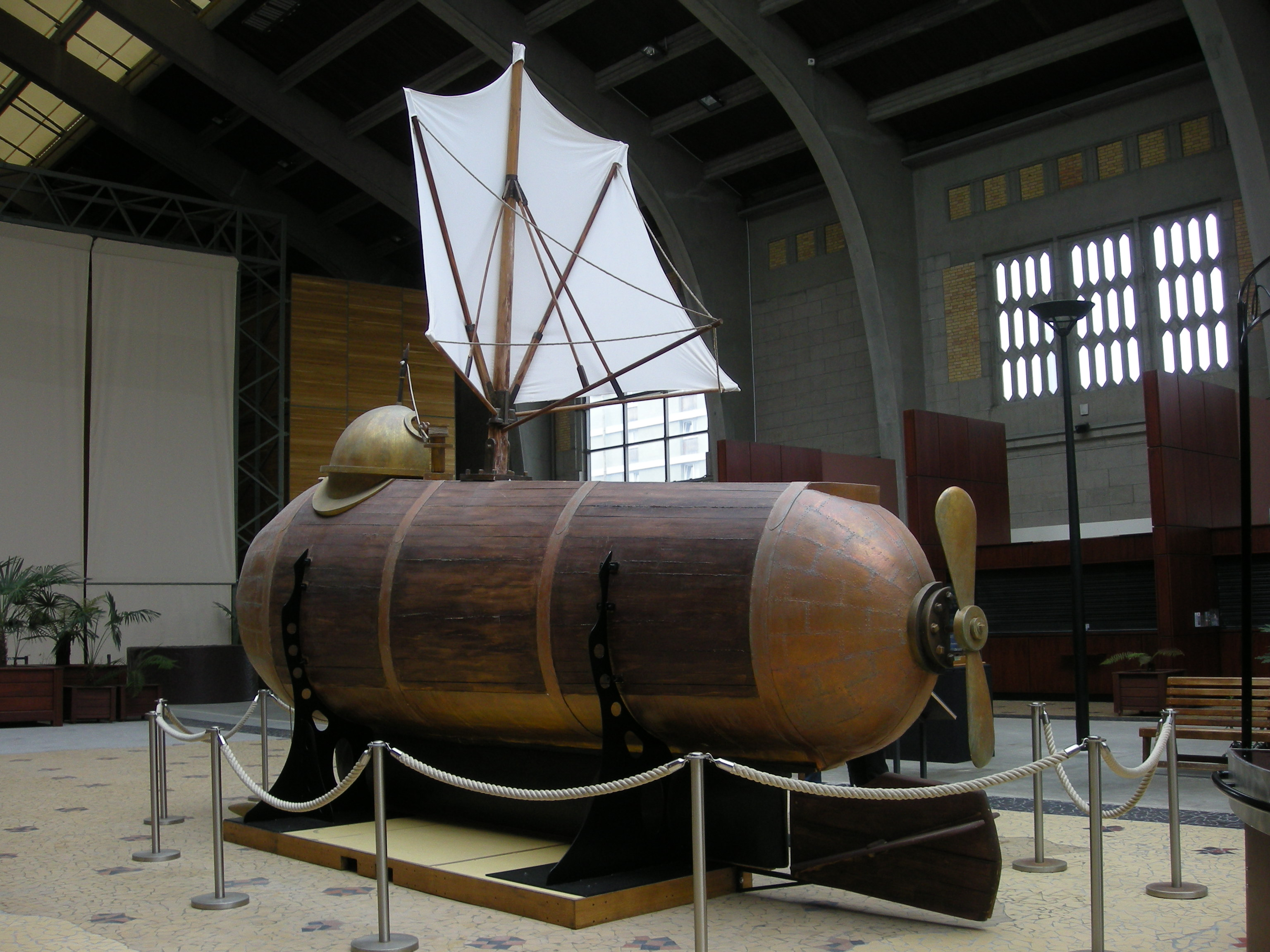
A Nautilus makettje a cherbourg-i Tengeri Múzeumban
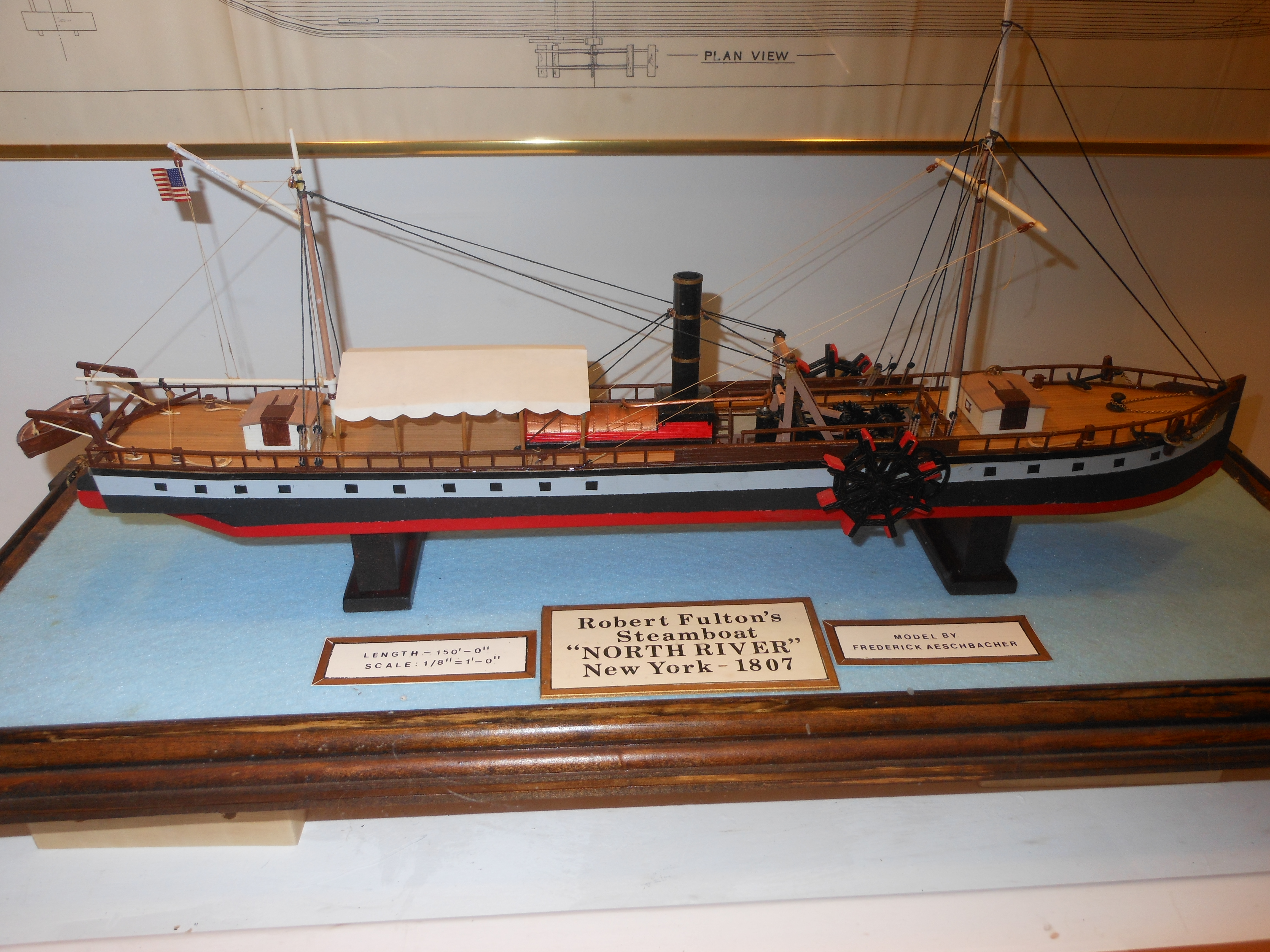
Fulton „North River” gőzhajója, 1807.
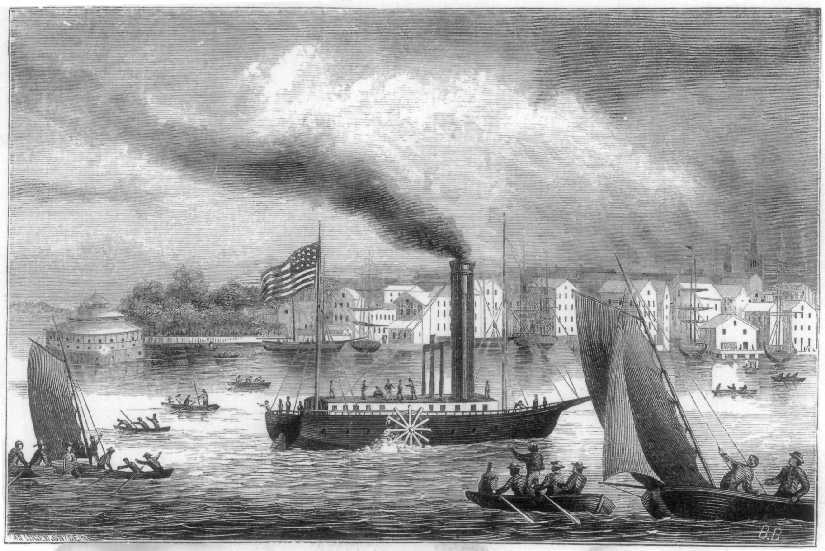
Fulton „Clermont” nevű gőzhajója, 1807.